# Маркес Джонсон
Маркес Кевін Джонсон (англ. Marques Kevin Johnson, нар. 8 лютого 1956, Некетеш, Луїзіана, США) — американський професіональний баскетболіст, що грав на позиції легкого форварда за декілька команд НБА. По завершенні ігрової кар'єри — спортивний аналітик на Fox Sports Networks.

## Ігрова кар'єра
Починав грати у баскетбол у команді Креншоської старшої школи (Лос-Анджелес, Каліфорнія). На університетському рівні грав за команду УКЛА (1973–1977). Під керівництвом Джона Вудена став чемпіоном NCAA у складі команди. 1996 року університет вивів з обороту його ігровий номер.
1977 року був обраний у першому раунді драфту НБА під загальним 3-м номером командою «Мілвокі Бакс». Захищав кольори команди з Мілвокі протягом наступних 7 сезонів.
З 1984 по 1987 рік грав у складі «Лос-Анджелес Кліпперс».
Частину 1989 року виступав у складі «Голден-Стейт Ворріорс».
Останньою ж командою в кар'єрі гравця стала «Фантоні Удіне» з Італії, до складу якої він приєднався 1989 року і за яку відіграв один сезон.

## Статистика виступів в НБА

### Регулярний сезон
| Сезон              | Команда                 | GP  | GS  | MPG  | FG%  | 3P%  | FT%  | RPG  | APG | SPG | BPG | PPG  |
| ------------------ | ----------------------- | --- | --- | ---- | ---- | ---- | ---- | ---- | --- | --- | --- | ---- |
| 1977–78            | «Мілвокі Бакс»          | 80  | -   | 34.6 | .522 | -    | .736 | 10.6 | 2.4 | 1.2 | 1.3 | 19.5 |
| 1978–79            | «Мілвокі Бакс»          | 77  | -   | 36.1 | .550 | -    | .760 | 7.6  | 3.0 | 1.5 | 1.2 | 25.6 |
| 1979–80            | «Мілвокі Бакс»          | 77  | -   | 34.9 | .544 | .222 | .791 | 7.4  | 3.5 | 1.3 | .9  | 21.7 |
| 1980–81            | «Мілвокі Бакс»          | 76  | -   | 33.4 | .552 | .000 | .706 | 6.8  | 4.6 | 1.5 | .5  | 20.3 |
| 1981–82            | «Мілвокі Бакс»          | 60  | 52  | 31.7 | .532 | .000 | .700 | 6.1  | 3.6 | 1.0 | .6  | 16.5 |
| 1982–83            | «Мілвокі Бакс»          | 80  | 80  | 35.7 | .509 | .200 | .735 | 7.0  | 4.5 | 1.3 | .7  | 21.4 |
| 1983–84            | «Мілвокі Бакс»          | 74  | 74  | 36.7 | .502 | .154 | .709 | 6.5  | 4.3 | 1.6 | .6  | 20.7 |
| 1984–85            | «Лос-Анджелес Кліпперс» | 72  | 68  | 34.0 | .452 | .231 | .731 | 5.9  | 3.4 | 1.0 | .4  | 16.4 |
| 1985–86            | «Лос-Анджелес Кліпперс» | 75  | 75  | 34.7 | .510 | .067 | .760 | 5.5  | 3.8 | 1.4 | .7  | 20.3 |
| 1986–87            | «Лос-Анджелес Кліпперс» | 10  | 10  | 30.2 | .439 | .000 | .714 | 3.3  | 2.8 | 1.2 | .5  | 16.6 |
| 1989–90            | «Голден-Стейт Ворріорс» | 10  | 0   | 9.9  | .375 | .667 | .824 | 1.7  | .9  | .0  | .1  | 4.0  |
| Усього за кар'єру  | Усього за кар'єру       | 691 | 359 | 34.3 | .518 | .152 | .739 | 7.0  | 3.6 | 1.3 | .8  | 20.1 |
| В іграх усіх зірок | В іграх усіх зірок      | 5   | 2   | 21.2 | .314 | –    | .750 | 3.8  | 1.8 | 0.2 | 0.4 | 6.8  |

### Плей-оф
| Сезон             | Команда           | GP | GS | MPG  | FG%  | 3P%  | FT%  | RPG  | APG | SPG | BPG | PPG  |
| ----------------- | ----------------- | -- | -- | ---- | ---- | ---- | ---- | ---- | --- | --- | --- | ---- |
| 1978              | «Мілвокі Бакс»    | 9  | -  | 35.7 | .549 | -    | .750 | 12.4 | 3.4 | 1.1 | 1.9 | 24.0 |
| 1980              | «Мілвокі Бакс»    | 7  | -  | 43.3 | .422 | .333 | .750 | 6.9  | 2.9 | .7  | .9  | 19.9 |
| 1981              | «Мілвокі Бакс»    | 7  | -  | 38.0 | .556 | .000 | .719 | 9.4  | 4.9 | 1.4 | 1.0 | 24.7 |
| 1982              | «Мілвокі Бакс»    | 6  | -  | 39.2 | .440 | .250 | .571 | 7.3  | 3.3 | 1.0 | .3  | 18.8 |
| 1983              | «Мілвокі Бакс»    | 9  | -  | 42.4 | .486 | .000 | .651 | 8.0  | 4.2 | .9  | .8  | 22.0 |
| 1984              | «Мілвокі Бакс»    | 16 | -  | 37.8 | .473 | .250 | .722 | 5.3  | 3.4 | 1.1 | .4  | 20.3 |
| Усього за кар'єру | Усього за кар'єру | 54 | -  | 39.1 | .489 | .231 | .701 | 7.9  | 3.7 | 1.0 | .8  | 21.5 |